# 巴尔策斯
巴尔策斯（德語：Balzers，德語發音：[ˈbaltsɐs] ⓘ）是列支敦士登南部的一个市镇，位于莱茵河东岸，与瑞士毗邻，总面积19.6平方千米，2019年6月30日总人口为4,628人。
巴尔策斯拥有国际知名的欧瑞康巴尔策斯真空镀膜公司，在世界真空镀膜领域享有权威领先地位。